# Przechody (Nowosady)
Przechody – przysiółek wsi Nowosady w Polsce. położony w województwie podlaskim, w powiecie hajnowskim, w gminie Hajnówka.
W latach 1975–1998 przysiółek administracyjnie należał do województwa białostockiego. Przysiółek wsi Nowosady.
Według stanu z 31 grudnia 2012 mieszkało tu 20 stałych mieszkańców.

## Religia
Prawosławni mieszkańcy wsi należą do parafii Zaśnięcia Najświętszej Maryi Panny w Dubinach, a wierni kościoła rzymskokatolickiego do parafii św. Jana Chrzciciela w Narewce.